# Täby
Täby es una localidad (ciudad) donde está asentada la comuna (municipalidad) de Täby, en el provincia de Estocolmo, Suecia.
Täby es el centro de la comuna de Täby, pero también una parte de ella está adentro de otras dos comunas : Danderyd y Sollentuna, siendo así, trimunicipal.